# 王同军
王同军（1964年1月—）山西阳高人，中华人民共和国铁路高管。

## 生平
1984年8月参加工作，1991年10月加入中国共产党，北方交通大学运输系铁道运输专业毕业，大学学历，工学学士学位，提高工资待遇高级工程师。1980年9月至1984年8月，在北方交通大学运输系铁道运输专业学习。1984年8月至1986年8月，任铁道部兰州铁路局勘测设计所见习生、科研所运输研究室见习生、助理工程师。1986年8月至1991年10月，任铁道部兰州铁路局总工程师室助理工程师、工程师。1991年10月至1995年6月，任铁道部兰州铁路局总工程师室技术科副科长。1995年6月至1997年11月，任铁道部兰州铁路局总工程师室综合技术办公室副主任。1997年11月至2000年5月，任铁道部兰州铁路局总工程师室副主任。2000年5月至2001年8月，任铁道部兰州铁路局总工程师室主任。2001年8月至2003年3月，任铁道部兰州铁路局勘测设计院院长。2003年3月至2003年8月，任铁道部兰州铁路局建设项目管理中心主任兼基建处处长。2003年8月至2005年6月，任铁道部兰州铁路局总工程师。2005年6月至2006年9月，任铁道部兰州铁路局党委副书记。2006年9月至2007年1月，任铁道部兰州铁路局副局长兼总工程师、党委常委。
2007年1月至2007年4月，任铁道部信息技术中心副主任、党委委员。2007年4月至2008年10月，任铁道部贵广铁路公司筹备组常务副组长兼成都铁路局副局长。2008年10月至2009年1月，任铁道部贵广铁路公司筹备组常务副组长兼成都铁路局副局长、党委委员。2009年1月至2012年8月，任铁道部工程管理中心常务副主任、党委委员。2012年8月至2013年3月，任铁道部副总工程师、科学技术司巡视员。2013年3月至2017年3月，任中国铁路总公司副总工程师，中国铁道科学研究院院长、党委副书记。
2017年3月起，任中国铁路总公司副总经理、党组成员。